# Boštjan Potokar
Boštjan Potokar, slovenski kipar, pisatelj in profesor, * 16. julij 1959, Ljubljana.

## Življenje in delo
Diplomiral je leta 1987 na Akademiji za likovno umetnost v Ljubljani, smer kiparstvo pri Slavku Tihcu.
Je soustanovitelj Kulturnega društva Galerija GT (1988). S soprogo Rene Rusjan sta leta 1994 ustanovila Šolo uporabnih umetnosti Famul Stuart.
Od ustanovitve Visoke šole za umetnost Univerze v Novi Gorici (od leta 2016 Akademija umetnosti UNG) leta 2009, je njen dekan in soavtor študijskega programa prve stopnje Digitalne umetnosti in prakse ter vodilni mentor modula Kreativni praktikum in soavtor študijskega programa druge stopnje Medijske umetnosti in prakse ter vodilni mentor predmeta Izbire v praksi.
Deluje na področjih vizualne umetnosti, leposlovja in pedagoškega dela. Boštjan Potokar je avtor ali soavtor veliko umetniških projektov in izobraževalnih programov ter organizator vrste kulturnih projektov doma in v tujini.
Leta 2008 je pri Cankarjevi založbi izšel njegov zelo odmeven roman Hava (začetek konca). Nominiran je bil za najboljši slovenski roman. Drama Hommage SEDMA VRSTA  (drama treh dejanj v sedmih prizorih) je bila napisana leta 2010 za  Natečaj za izvirno dramsko besedilo, ki naj bi se navdihovalo v ustvarjalnosti in življenju Danila Kiša. Natečaj je razpisalo Kraljevsko gledališče Zetski dom iz Cetinja in je bil objavljen v državah nekdanje Jugoslavije. Potokarjeva drama se je uvrstila med prvih pet.